# Titus Dragoș
Titus Dragoș (n. 22 aprilie 1896, Iași, România) a fost un avocat, cons. deleg., secretar general în Ministerul de Finanțe și subsecretar de Stat la Președinția Consiliului de Miniștri pentru Românizare, Colonizare și Inventar (4 decembrie 1941 - 6 noiembrie 1943) în guvernul Ion Antonescu (3).

## Biografie
Avocatul Titus Dragoș a fost numit pe 4 decembrie 1941 în funcția de subsecretar de Stat la Președinția Consiliului de Miniștri pentru Românizare, Colonizare și Inventar în locul generalului Eugen Zwiedineck.
A fost decorat la 28 ianuarie 1942 cu Ordinul „Coroana României” în gradul de Comandor.
A fost judecat în procesul mareșalului Antonescu și condamnat la 15 ani muncă silnică.